# Cardeñosa
Cardeñosa est une localité et commune espagnole située dans la province d'Ávila et la communauté autonome de Castille-et-León.

## Géographie
- Latitude :40° 44' 30 Nord
- Longitude : 4° 44' 43 Ouest

## Histoire
Le village s'étend sur 40,5 km2 et compte 539 habitants depuis le dernier recensement de la population. La densité de population est de 13,3 habitants par km2 sur le village.
Entouré par Peñalba de Ávila, Marlín et Mingorría, Cardeñosa est situé à 10 km au Nord-Ouest de Ávila la plus grande ville à proximité.

## Administration
José San Segundo Garcinuño
| Période                                  | Période | Identité | Étiquette | Qualité |
| ---------------------------------------- | ------- | -------- | --------- | ------- |
|                                          |         |          |           |         |
| Les données manquantes sont à compléter. |         |          |           |         |